# Луїджі Зоія
Луїджі Зоія (італ. Luigi Zoia; *21 січня 1948, Мілан, Італія) — видатний італійський каратист стилю шотокан, шостий дан, неодноразовий чемпіон Італії та Європи, тричі віце-чемпіон світу, учень майстра Хіросі Шірай, підприємець і автор автобіографії. 

## Біографія

### Народження та освіта
Луїджі Зоія народився 21 січня 1948 року в Мілані. У 1974 році закінчив Університет Бокконі зі ступенем з економіки.

## Спортивна кар’єра

### Початок занять карате
Перші тренування розпочав у 1965 році під керівництвом майстра Хіросі Шірай у Мілані. Чорний пояс першого дану здобув у 1966 році.

### Національні та міжнародні досягнення
- Член національної збірної Італії (1968–1976).[1]
- Чемпіон Італії з куміте (1969, 1970, 1971).[1]
- Чемпіон Європи (1971, 1972, 1973).[2]
- Віце-чемпіон світу (1971, 1973, 1975).[5]
- Нагорода «Кантосхо» на чемпіонаті світу в Токіо (липень 1973) як «найбільш досконалий спортсмен».[1]

### Служба в Корпусі карабінерів
У 1974 році, під час служби в карабінерах, запропонував і реалізував створення спортивного відділення карате, де був першим інструктором. За спортивні заслуги отримав військову відзнаку.

### Громадська діяльність у федерації
У 1975–1976 роках обіймав посаду заступника президента та члена правління Італійської федерації карате (FESIKA).

## Підприємницька та освітня діяльність

### Кар’єра в бізнесі
Після університету працював в Citibank (1976–1982, Мілан), пізніше у сфері нерухомості в Нью-Йорку. У 1999–2004 роках був президентом і CEO HFR Europe, що управляв фондом із активами близько 1,9 млрд дол. США.

### Громадські ініціативи та публікації
- 2009 — заснував асоціацію «Life Journey» для розвитку культури лідерства.[3]
- 2012 — став президентом The Conscious Business Group, неприбуткової організації з «усвідомленого лідерства».[3]
- 2013 — видав автобіографічну книгу «Cadere sette volte… rialzarsi otto» (оригінал 2013; перевидання 2014).[3]

## Нагороди та відзнаки
- 6-й дан шотокан.[2]
- Неодноразовий чемпіон Італії та Європи; віце-чемпіон світу.[1]
- Військова відзнака карабінерів за спортивні заслуги.[3]
- Премія «Кантосхо» Японської асоціації карате.[1]

## Обрані публікації
- Cadere sette volte… rialzarsi otto. Armenia editore, 2013; перевид. Mental Fitness Publishing, 2014.[3]